# 2002年アジア競技大会におけるラグビー競技
2002年アジア競技大会におけるラグビー競技（2002ねんアジアきょうぎたいかいにおけるラグビーきょうぎ）は、蔚山公設運動場で行われた。1998年の前回大会に引き続き15人制と7人制の2種目で開催されていたが、15人制はこの大会が最後となった。

## 15人制
4チームによるラウンドロビン方式で順位を決めた。

### 結果
| 順位 | 国                   |
| ---- | -------------------- |
| 金   | 韓国                 |
| 銀   | 日本                 |
| 銅   | チャイニーズタイペイ |
| 4    | スリランカ           |

## 7人制
2組に分かれてのプール戦と決勝トーナメントが行われた。

### 結果
| 順位 | 国                   |
| ---- | -------------------- |
| 金   | 韓国                 |
| 銀   | チャイニーズタイペイ |
| 銅   | タイ                 |
| 4    | 日本                 |
| 5-8  | スリランカ           |
| 5-8  | 中国                 |
| 5-8  | マレーシア           |
| 5-8  | 香港                 |